# Bigbox Allgäu

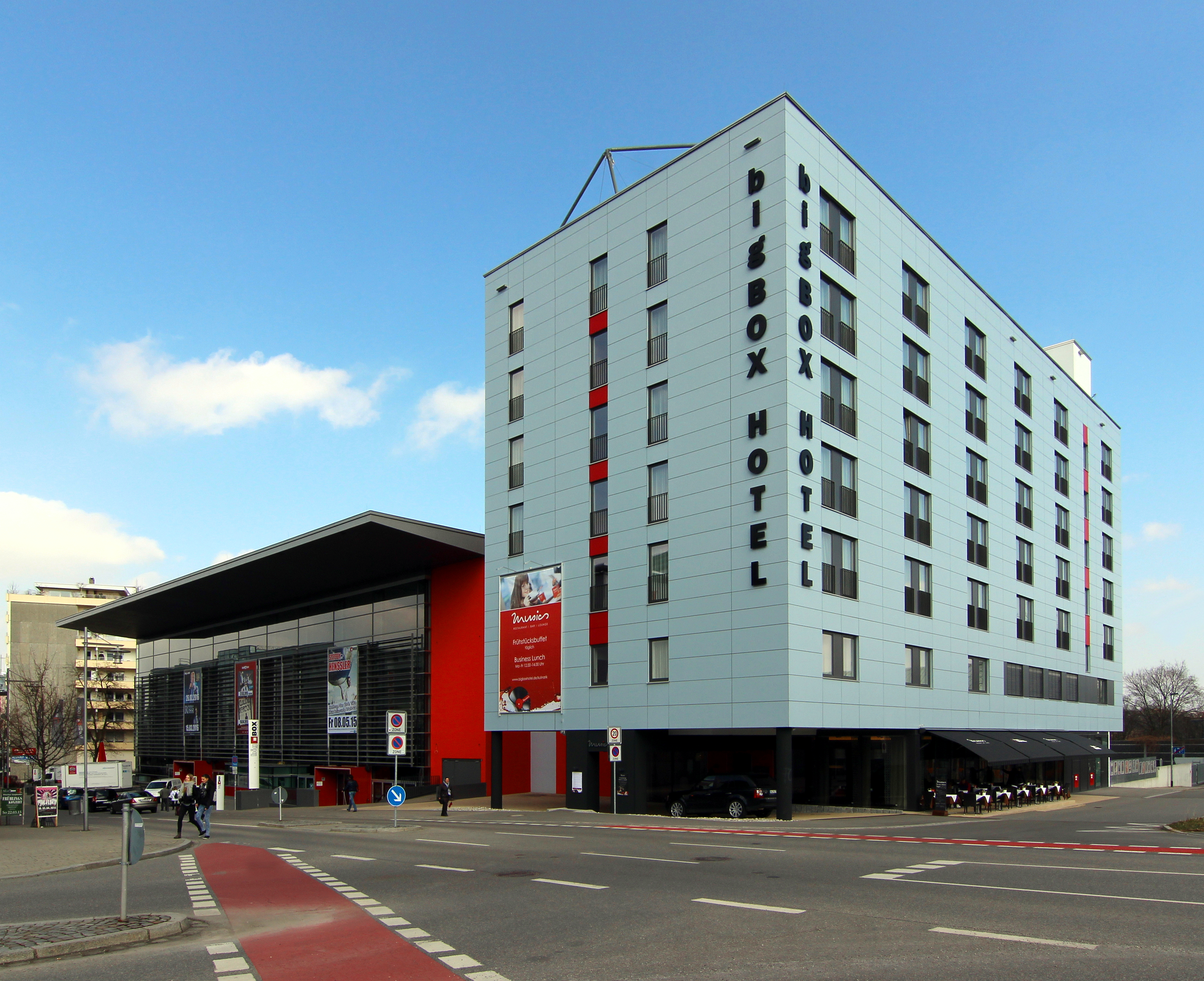
Bigbox-Hotel mit Bigbox Allgäu dahinter (2015)

Die Bigbox Allgäu (Eigenschreibweise bigBOX ALLGÄU) ist eine  am 10. Oktober 2003 eröffnete, multifunktionale Veranstaltungshalle an der Kotterner Straße  64 in der Innenstadt von Kempten (Allgäu). Sie wird von der  Handelsfamilie Feneberg betrieben. In ihr finden Konzerte, Messen, Ausstellungen, Theater und Kabarette statt.
Die Halle erwirtschaftet jährlich ein Defizit von etwa 700.000 Euro, weshalb seit dem Jahr 2008 die Stadt Kempten aufgrund der Funktion als Stadthalle sich verpflichtete, die Hälfte dieses Defizits zu übernehmen.

## Geschichte, Umfeld und Nutzung
Die bigBOX Allgäu befindet sich im Zentrum Kemptens auf dem ehemaligen Gelände der Allgäuer Zeitung. Sie wurde in direkter Nachbarschaft zum nahezu zeitgleich entstandenen Forum Allgäu, einem Einkaufszentrum der Stadt, gebaut. Die bigBOX Allgäu ist die größte Veranstaltungshalle im Allgäu.
Durch die flexiblen Räumlichkeiten umfassen die Verwendungsmöglichkeiten der bigBOX Allgäu sowohl Shows, Konzerte und Messen als auch Seminare, Fortbildungen und Feste.
Zur Bigbox Allgäu gehört seit 2013 auch ein hauseigenes Hotel (124 Hotelzimmer) inklusive eines im Erdgeschoss integrierten Restaurants. Die Bigbox Allgäu gliedert sich in die Unternehmensbereiche Entertainment, Hotel, Catering und Conference.

## Räumlichkeiten
Die bigBOX Allgäu besteht aus einzelnen trennbaren Räumen, die je nach Anforderung kombiniert genutzt werden können.
Die Hauptveranstaltungshalle bigBOX hat eine Fläche von 2.734 Quadratmetern und eine Höhe von circa 20 Metern. Sie kann je nach Veranstaltungs-Charakter binnen maximal 12 Stunden umgebaut werden und ist durch eine verschiebbare Trennwand zum Foyer auch in ihrer Größe variabel. Die bisher größte Besucherzahl wurde bei einem Konzert von Cro mit 8.519 Besuchern, gefolgt von einer Show der Band Die Toten Hosen mit 8.500 verkauften Karten, erreicht. VIP-Gäste haben die Möglichkeit, sich bigBOX-Veranstaltungen von einem individuellen Logenbereich aus anzusehen. Dieser Bereich verfügt über ein eigenes Foyer mit integrierten Bars.
Die Anlieferung der Veranstaltungstechnik erfolgt über einen mit Strom versorgten Ladehof für acht LKWs direkt neben der Halle, wobei die Trucks wahlweise auch durch Tore direkt in die Halle fahren können.
Unterhalb der bigBOX befindet sich die kultBOX, ein kleinerer, Club-ähnlicher Raum, der in erster Linie für Kabarett, Theater, kleinere Konzerte, Lesungen und Partys genutzt wird. Auf 454 Quadratmetern bietet er unbestuhlt bis zu 800 Personen, bestuhlt bis zu 734 Personen, Platz. Auch die kultBOX ist flexibel gestaltbar und bietet eine mobile Trennwand zum Foyer, eine variable Tribüne und verschiedene Bühnenpositionen.
Darüber hinaus beinhaltet die bigBOX Allgäu den Veranstaltungsraum skyBOX, der in der obersten Etage des Gebäudes 200 Gästen Platz bietet, sowie eine Großküche und diverse Verwaltungsräume.
Der Backstage- und Seminarbereich umfasst über 20 Räume – in erster Linie Einzel- und Gruppengarderoben für bis zu 200 Darsteller sowie Seminarräume in flexibler Größe.

## Technische Daten

### bigBOX
- Fläche: bigBOX(2734 m²) + Foyer(726 m²) = max. 3460 m²
- Höhe: 14,50 / 19,5 m
- Breite: 50 m
- Länge: bigBOX = 54,4 m + Foyer (14 m) = 86,4 m
- Kapazität: Unbestuhlt bis zu 9.000 Personen, bestuhlt bis zu 3.900
- Max. Gesamtlast Hallendecke: 60 Tonnen
- Bruttorauminhalt: ca. 48.000 m³

### kultBOX
- Fläche: 460 m²
- Höhe: 4,5 m
- Breite: 17 m
- Länge: 27 m
- Kapazität: Unbestuhlt bis zu 1000 Personen, bestuhlt bis zu 734 Personen
- Bruttorauminhalt: ca. 2.400 m³